# Sotto a chi tocca (commedia)
Sotto a chi tocca è una commedia teatrale scritta da Luigi Orengo.
È stata registrata per la televisione il 27 gennaio 1959 per la regia di Vittorio Brignole.

## Trama
I tre cugini Pittaluga diventano inaspettatamente possibili eredi di una ingente somma di danaro, lasciata alla dipartita del vecchio zio Nicola, emigrato tanti anni addietro.
Nel testamento lo zio ha inserito un preciso volere: l'eredità di dieci milioni di lire spetterà al nipote che per primo avrà un bambino maschio, per poter tramandare così il nome dei Pittaluga. 
Manuelo e Gaitanin vivono insieme in un appartamento a Genova e sono scapoli, mentre Bertomè vive a Cornegliano ed è sposato, ma sua moglie dopo sei mesi di matrimonio è scappata con un altro. Manuelo è un appassionato seguace di Garibaldi, mentre Gaitanin è intenzionato a farsi prete. Bertomè invece vive da solo ed è un attempato brontolone che crede di essere continuamente afflitto dalla scalogna e oltretutto ipovedente. 
Nella faccenda si intromette il sig. Tiscornia, molto amico di Gaitanin e padre di Amelia, intenzionata a farsi monaca. Se da nessuno dei tre nipoti dovesse nascere un figlio maschio l'intera eredità spetterà alla Congregazione di Carità, secondo il volere del defunto zio Nicola. 
Per evitare questo, l'altra nipote Maddalena, esclusa dalla competizione a causa della impossibilità di tramandare il cognome, offre in sposa la sua figlia Nicoletta a Manuelo, mentre il signor Tiscornia convince sua figlia Amelia a sposare Gaitanin. 
Dopo una serie di peripezie vengono celebrati i matrimoni, anche se Manuelo, non convinto di sposare Nicoletta soprattutto per la differenza di età, alla fine sposerà la sua governante Teresa, convinto da quest'ultima che lo ha sempre benevolmente accudito. Intanto Bertomè dà incarico all'avv. Graffigna di portare a termine indagini e ricerche, per capire che fine abbia fatto sua moglie, sposata e poi scappata con un altro. Non avendo a suo tempo richiesto il divorzio, si scopre che Bertomè è diventato vedovo, essendo nel frattempo deceduta la sua consorte, che dalla clandestina relazione con un altro uomo aveva generato un figlio, abbandonandolo poi all'Istituto degli Artigianelli di Genova. 
Ai fini legali il bambino risulta quindi essere figlio legittimo di Bertomè il quale, nello sconcerto generale, arriva per primo alla meta ed eredita la somma lasciata in eredità dallo zio Nicola. 